# Рош (Во)
Рош (фр. Roche) — громада  в Швейцарії в кантоні Во, округ Егль.

## Географія
Громада розташована на відстані близько 80 км на південний захід від Берна, 30 км на південний схід від Лозанни.
Рош має площу 6,5 км², з яких на 17,1% дозволяється будівництво (житлове та будівництво доріг), 51,2% використовуються в сільськогосподарських цілях, 29,9% зайнято лісами, 1,7% не є продуктивними (річки, льодовики або гори).

## Демографія
2019 року в громаді мешкало 1827 осіб (+82,7% порівняно з 2010 роком), іноземців було 33,9%. Густота населення становила 283 осіб/км².
За віковим діапазоном населення розподілялося таким чином: 27% — особи молодші 20 років, 59,4% — особи у віці 20—64 років, 13,6% — особи у віці 65 років та старші. Було 751 помешкань (у середньому 2,4 особи в помешканні).
Із загальної кількості 642 працюючих 46 було зайнятих в первинному секторі, 326 — в обробній промисловості, 270 — в галузі послуг.